# 올덴부르크 공작 크리스티안
올덴부르크 공작 크리스티안(Christian, Duke of Oldenburg, 1955년 2월 1일 ~ )는 올덴부르크 대공가의 수장이다. 이것은 슐레스비히-홀슈타인-고트토프 왕가의 부계이며, 올덴부르크 왕가 전체의 수장이 되는 더 큰 올덴부르크 왕가의 현존하는 가장 오래된 계보이다.